# William Warren (entomolog)
William Warren, född 1839 i Cambridge, död 1914, var en brittisk entomolog som specialiserade sig på fjärilar.
Warren utbildades först vid Oakham School, tog sedan examen vid universitetet i Cambridge. Han undervisade därefter på Doncaster Grammar School. Han samlade i stor omfattning på de brittiska öarna, särskilt på microlepidoptera. Efter att ha lämnat Doncaster School bodde Warren i London där han arbetade med Pyralidae och Geometridae i naturhistoriska museet. Warren gjorde samlingsresor till Punjab, Brasilien och Japan. Han var medlem av Royal Entomological Society.
Auktorsnamnet Warren kan användas för William Warren (entomolog) i samband med ett vetenskapligt namn inom zoologin; se Wikipedia-artiklar som länkar till auktorsnamnet.